# 李春生
李春生（り しゅんせい、閩南語：Lí Chhun-seng、1838年1月12日（道光17年12月17日） - 1924年10月5日）は台湾史上初の思想家、宗教家であり、台湾における茶葉産業を開拓し、発展させ大資産家となる。彼は巨富を台湾の近代化事業、教育、慈善事業に投じ、近代台湾の形成に貢献する。また、思想家としての李春生は著書《東西哲衡》を代表作とし生涯十二冊の哲学書を世に送り、キリスト教の布教に尽力し、私財を投じて教会を建設し台湾基督長老教会の創始者となる。

## 経歴

### キリスト教に入信
本籍は中国福建省廈門。父李徳声、母林氏、四人兄弟の末っ子で、姉が一人いる。李春生は十五歳の時船乗りの父に従い、当地の竹樹脚長老教会礼拝堂にて洗礼を受けキリスト教徒となる。彼は短期間私塾での教育以外は独学で知識を習得し、キリスト教及び宣教師らとの往来を通じて英語を把握し西洋の思想を吸収し見識を深める。

### 台湾に渡来
当時、太平天国の乱は閩南にまで波及し、李春生はアモイのイギリス商人エリス(Elles)の怡記洋行で支配人をしていたが、自身が営む四達商行の経営も打撃を受けたため、1865年難を逃れて台湾に移住する。台北の繁華街大稲埕を拠点に相前後してイギリス商人ジョン・ドット(John Dodd)の宝順洋行(デント商会,Dodd & Co)の総支配人や英国資本和記洋行(ボイド商会,Boyd & Co)の総支配人などを務めながら台湾茶葉の貿易を行う。

### 新興資本家李春生の地位の確立
李春生の淡水での烏龍茶の試作の成功は彼の台湾茶葉産業における地位を確固たるものとし「台湾茶業の父」と位置づけられ、台湾茶葉の国際市場向の輸出における第一人者たる地位は『臺灣商報』に「茶祖」と称されるまでになる。日本統治下においては「三達石油公司」を経営し石油代理販売権を獲得し台湾最大の灯油代理商となったことで李家は名実ともに全盛期を迎え、近代台湾の大実業家と称され、買弁から新興資本家としての不動の地位を築き上げる。

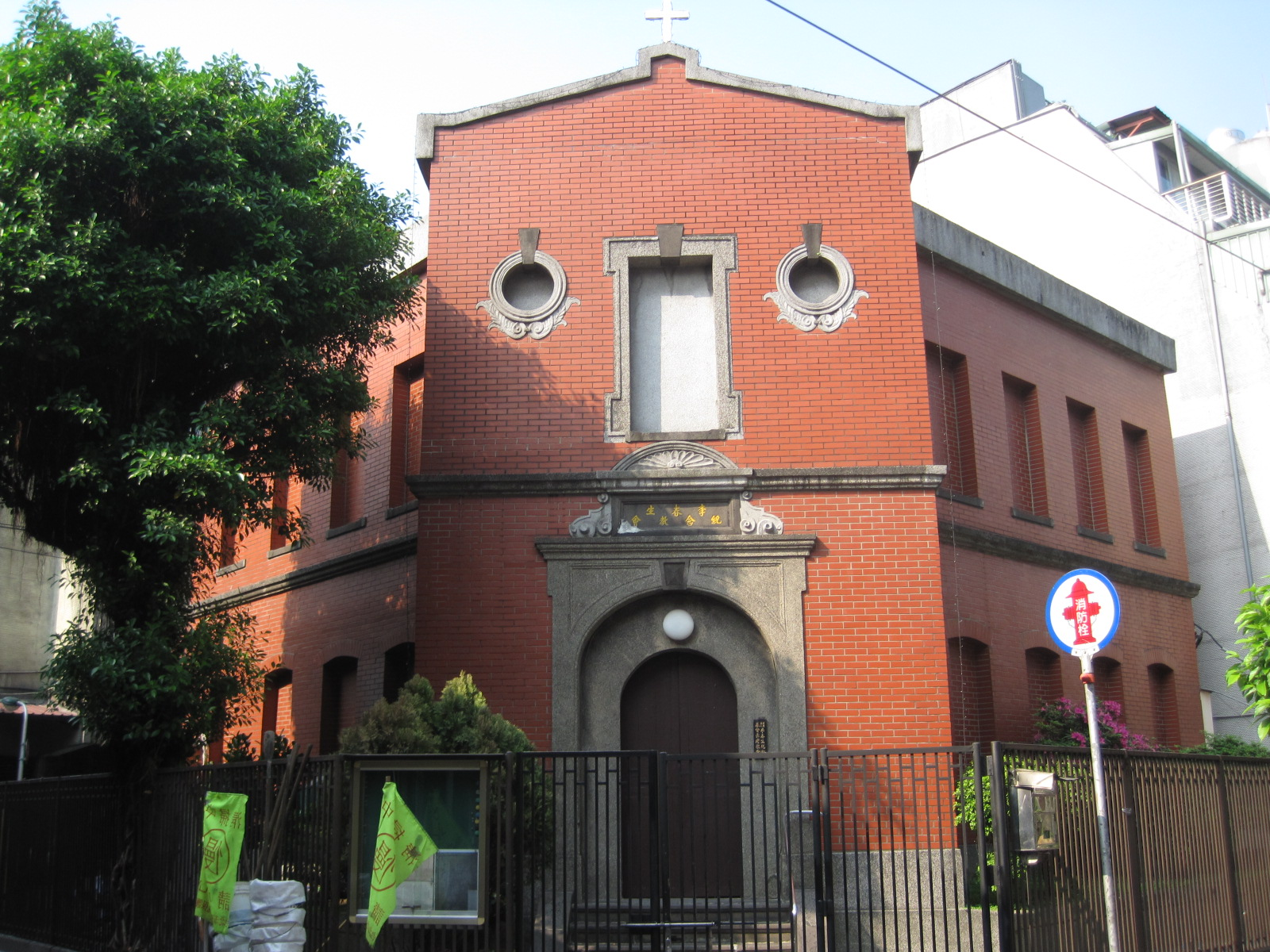
李春生紀念教堂

### 台湾近代化事業・社会教育事業への貢献
李春生の巨額の私財は積極的に台湾近代化の事業に投入された。その主たるは淡水河の護岸堤防の建設、板橋林維源（1838～1905）との合作による台北大稲埕新市街の建設、基隆、新竹間の鉄道建設などが挙げられる。また、社会・近代教育・慈善事業への貢献も甚大であり、啓蒙教育に力を注ぎ、大稲埕公学校など数多くの学校の建設には用地から資金、またその運営に至るまで多額の寄付を惜しまなかった。済南教会、長老教会大稲埕礼拝堂などを建設しキリスト教の布教に尽力し、台湾基督長老教会の創始者となる。

### 思想家李春生

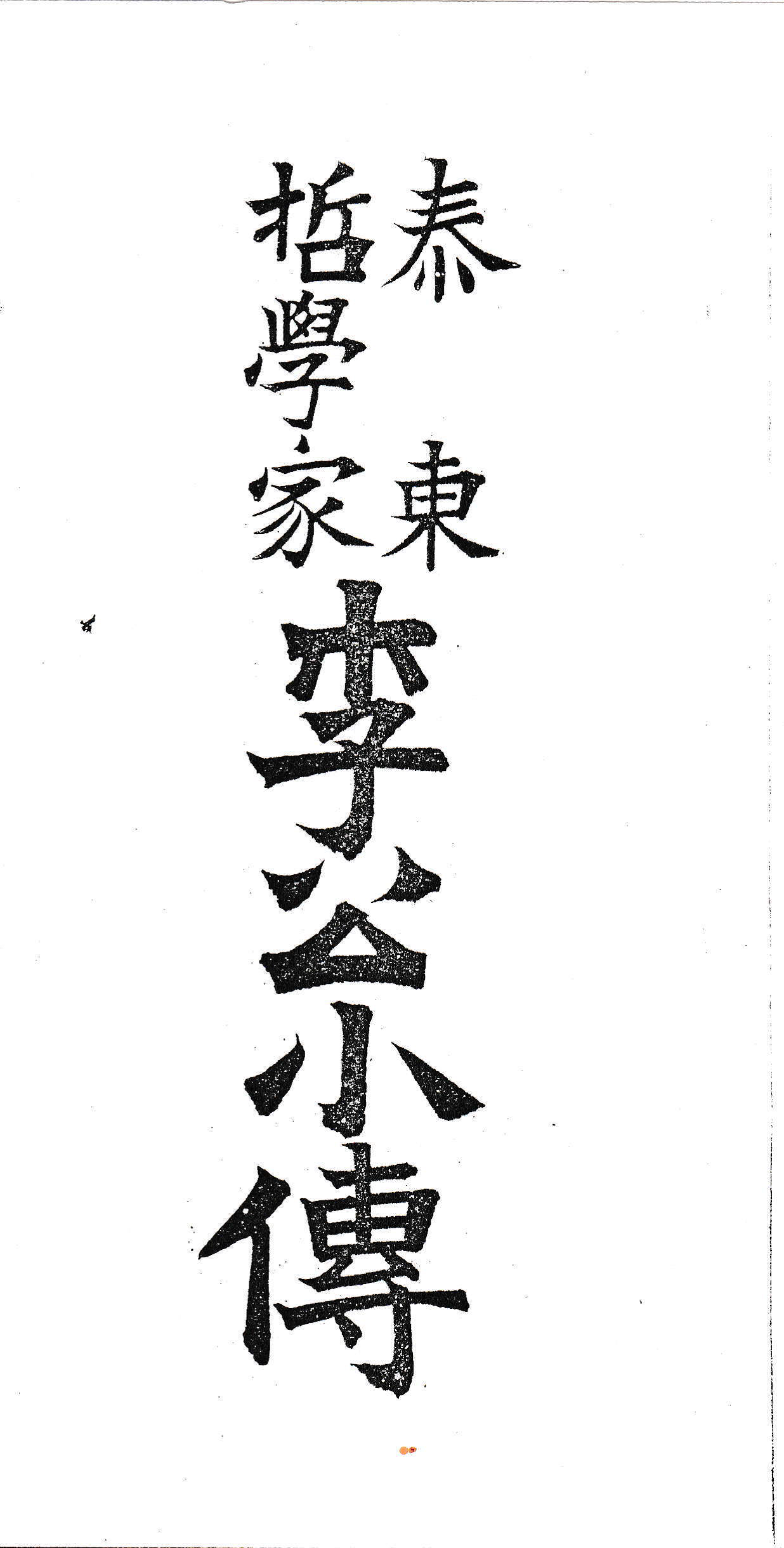
中西牛郎著《泰東哲学家李公小伝》

1896年2月、初代台湾総督樺山資紀は島民保護における李春生の功績に基づき二ヶ月余りにわたる日本遊歴に李春生を招待する。李春生はその時の見聞を「東遊六十四日随筆」に記し出版する。李春生はこの東遊を境に政財界から距離を置き「社会的李公は終わり、執筆の李公が始まる」と記載されるように社会教育、救済事業、宗教哲学及び著述に専念し、著書《天演論書後》、《東西哲衡》、《哲衡續集》、《宗教五德備考》、《耶穌教聖讖闡釋備考》、《聖經闡要講義》などを執筆する。著書「東西哲衡」が東西哲学に精通する哲学思想書であることに鑑み、日本の宗教思想家である中西牛郎氏は李春生の伝記を《泰東哲学家李公小伝》と命名し、台湾三百万人中、学識者多し、資産家多し、名望家多しと言えども、学識、富、名声の全てを兼備えた者稀なり、李春生はその一人であると明言した。1924年10月4日李春生はその社会的功績に基づき、大正天皇より従六位勲五等の叙勲を受ける。

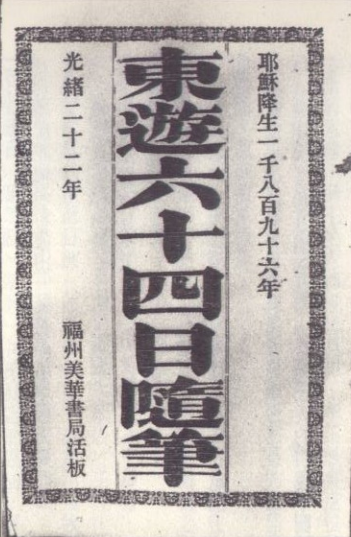
李春生著《東遊六十四日随筆》

## 参考
- 李延禧